# Catedral de Monreale
La catedral de Monreale (en italiano Duomo di Monreale) es uno de los mayores logros del arte normando en el mundo. Es notable su fusión con el arte árabe que imperaba en Sicilia antes de la conquista de la isla por parte de los normandos. La iglesia fue fundada en Monreale en 1172 por Guillermo II de Sicilia, y muy pronto, junto a ella se levantó un monasterio benedictino. La catedral es famosa por los impresionantes mosaicos dorados que cubren todo su interior, en los que se pueden contemplar escenas tanto del Antiguo Testamento, como del Nuevo Testamento.
El claustro, junto a la catedral, se apoya en 228 columnas, decoradas profusamente, y rematadas en unos capiteles muy trabajados. Sobre estos se apoyan unos arcos que denotan una fuerte inspiración árabe.
En julio de 2015, el conjunto «Palermo árabe-normando y las catedrales de Cefalú y Monreale» fue incluido en la lista del patrimonio de la Humanidad por la Unesco. La catedral de Cefalú es uno de los nueve bienes individuales que comprende la declaración (con el ID 1487-009).